# Malvasia nera
La Malvasía negra de Bríndisi (en italiano: Malvasia Nera di Brindisi) es una variedad de uva de la familia Malvasía ampliamente difundida en la mayoría de los países mediterráneos. Su origen es presuntamente un cruce entre las variedades Malvasia del Chianti y Negroamaro.
Su vino, llamado en inglés Malmsey, es dulce con un tinte dorado. En Italia, su cultivo está muy extendido desde el Piamonte hasta Apulia.

## Origen y distribución geográfica
Este cultivar se origina en el sur de Italia, con una probable ascendencia griega, y está estrechamente relacionado con la Malvasia Nera di Basilicata. Se cultiva principalmente en las regiones de Apulia y Toscana. En 1998, su cultivo abarcaba aproximadamente 4.516 hectáreas bajo la denominación Malvasia Nera di Brindisi y 2.436 hectáreas como Malvasia Nera di Lecce.

## Características ampelográficas
- Brote Joven: El extremo presenta un tono blanco algodonoso con bordes carmesí.
- Hojas Jóvenes: De color amarillento y textura vellosa.
- Hojas Adultas: Poseen cinco lóbulos con senos superiores en forma de lira, un seno peciolar en forma de lira o de "U", dientes angulosos de tamaño medio a estrecho en dos series, y un limbo con una textura sedosa y vellosa.

## Aptitudes culturales
La Malvasia Nera di Brindisi es una variedad de maduración tardía, alcanzando su punto óptimo entre 30 y 35 días después del Chasselas.

### Potencial Tecnológico
- Racimos y Bayas: De tamaño medio, con racimos de forma cónica.
- Pulpa: Jugosa y de sabor aromático.
- Vigor y Producción: La vid muestra un vigor considerable y una producción abundante y constante.
- Resistencia: Tolera bien el frío, pero es muy susceptible al oídio y aún más al mildiu y a la podredumbre gris.

Esta variedad se vinifica comúnmente junto con Negroamaro y Susumaniello, aportando un aroma característico. La mayor parte de la producción se destina a vinos de mesa, que, al combinarse con Negroamaro, alcanzan un equilibrio adecuado en alcohol, sabor y cuerpo. El vino resultante es robusto, con un intenso color rojo rubí, aroma agradable y sabor equilibrado y aterciopelado.

## Sinónimos
La Malvasia Nera di Brindisi también es conocida por otros nombres, como Malvasia di Bitonto, Malvasia di Trani, Malvasia Negra, Malvasia Nera di Bari, Malvasia Nera di Candia y Malvasia Niura.